# Andrea da Grosseto

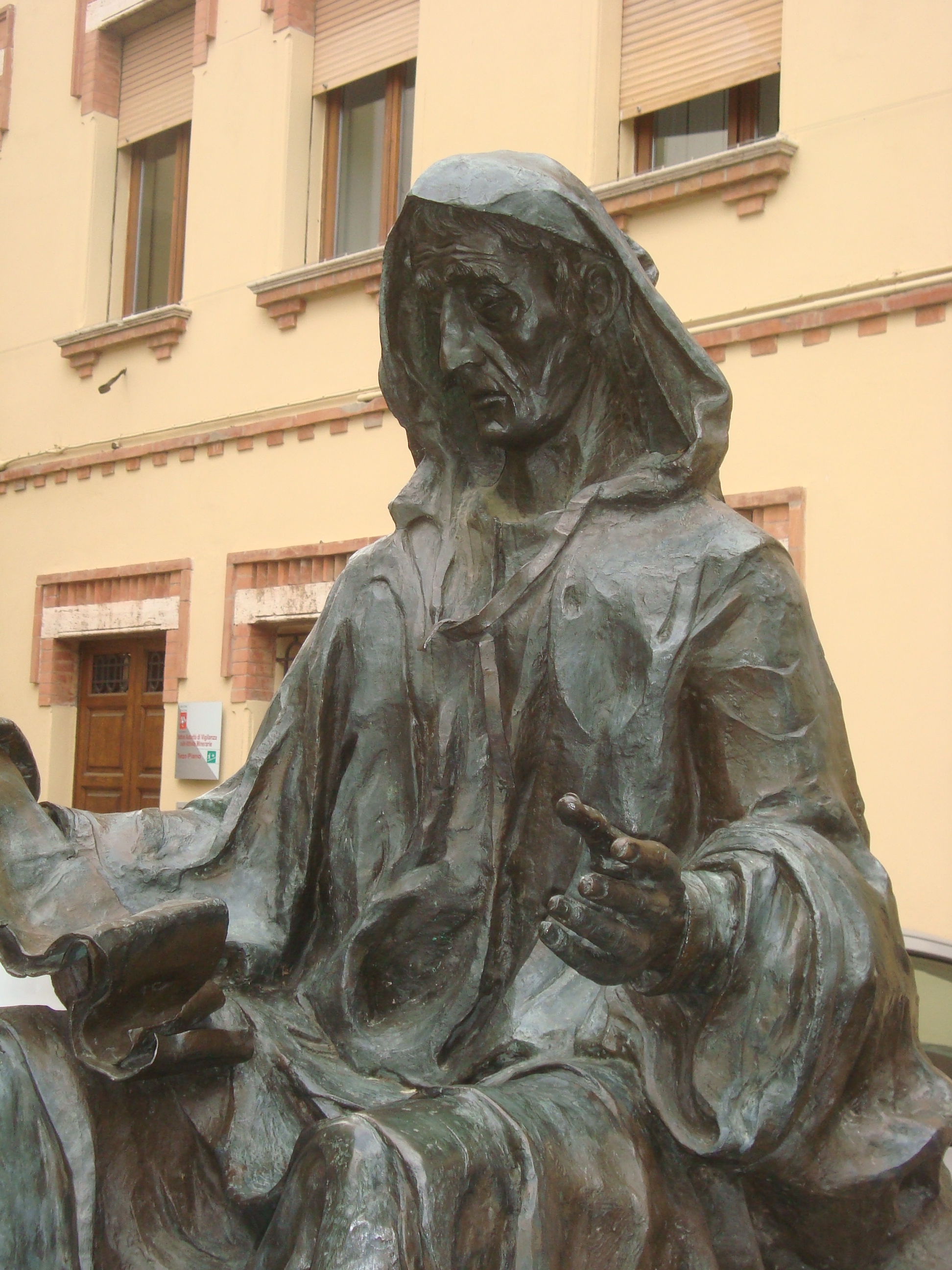
Andrea da Grosseto

Andrea da Grosseto (Grosseto, XIII secolo – ...) è stato un letterato italiano.

## Biografia
Nato a Grosseto nella prima metà del Duecento, non molto si sa della sua attività letteraria e della sua vita. Per molti anni si è creduto che appartenesse ad una famiglia grossetana di zoccolanti di cognome Bento e che fosse diventato frate francescano nella chiesa di San Francesco, notizie ormai non accettate. Sappiamo che Andrea da Grosseto si è trasferito a Parigi, dove ha insegnato la letteratura e le arti poetiche. Nel 1268 ha tradotto dal latino i Trattati morali di Albertano da Brescia. È importante il suo contributo nella letteratura italiana, poiché è considerato da alcuni studiosi come il primo scrittore in lingua italiana. In una città a carattere prevalentemente agricolo, in cui le lettere fiorirono solamente a partire dal XVIII secolo, è probabile che Andrea fu influenzato dalle continue frequentazioni con la corte imperiale di Federico II di Svevia, il quale raggiungeva Grosseto ogni inverno dal 1243 al 1246, ospite degli Aldobrandeschi, per la caccia con il falcone in Maremma.
Lo studioso Francesco Selmi (1817 - 1881), che scoprì i manoscritti del letterato grossetano quasi per caso, mentre stava esaminando i Codici della Magliabechiana per uno studio su Dante, intuì l'importanza della scoperta e si preoccupò di farla conoscere al pubblico e ad altri importanti studiosi e critici letterari. Lo stesso Selmi indagò scrupolosamente per scoprire qualcosa di più sulla sua vita e sulla sua carriera, ma con scarso risultato.

### Controversie
Nel corso del Novecento la figura di Andrea da Grosseto venne poi studiata da vari studiosi, come Gerolamo Macchi e Clemente Maria Fossi, che confusero però il letterato con un Beato Andrea morto nel XV secolo in odore di santità presso il Convento della Nave di Montorsaio. Tale confusione fu poi alimentata con la "creazione" del cognome Bento, in realtà errata lettura di quel Beato.
Studi più recenti hanno poi rivelato che il letterato non fosse in realtà quell'Andrea Bento zoccolante, appartenente all'ordine dei frati minori come diceva il Selmi e come molti altri studiosi teorizzavano. Secondo Laura Luzzetti Amerini il vero Andrea da Grosseto era laico e probabilmente padre, o perlomeno parente, di una certa Giovanna di Bartolo, come si legge in un documento notarile redatto a Grosseto nel XIV secolo.

## Volgarizzamento
Francesco Selmi, con il sussidio del commendatore Francesco Zambrini, presidente della Commissione per i testi di lingua, e del professor Emilio Calvi della biblioteca Magliabechiana, iniziò una indagine sui codici dei volgarizzamenti, per una corretta trasposizione da poter stampare e far leggere a tutti. Essendo alcuni codici del volgarizzatore grossetano danneggiati, si avvalse dell'aiuto della traduzione fatta da Soffredi del Grazia nel 1278, e dei testi originali latini di Albertano, tenuti nella Biblioteca Reale di Torino, consultabili dal Selmi sotto la supervisione del professor Gaspare Gorresio, prefetto della biblioteca, con il permesso del Ministero della pubblica istruzione. Dopo un accurato lavoro lo studioso riuscì a trascrivere tutti e tre i trattati, compreso il testo parzialmente mutilo, e a pubblicarli. 
Il Selmi espone le tre motivazioni principali che, secondo lui, rendono il cimelio di Andrea da Grosseto «il più ragguardevole documento in prosa letteraria della nostra lingua»: lo scritto porta la data certa del 1268, col nome dell'autore e il luogo di volgarizzamento, Parigi; il testo è scritto in lingua italiana, senza infarcimento di ridondanze e costruzioni, parole e modi di dire tipici del vernacolo e del dialetto; la testimonianza che il volgarizzatore intese di valersi non del suo volgare grossetano, ma di un linguaggio generale "italiano", nazionale, definito per due volte «italico». Quest'ultima considerazione è stata però messa in dubbio dal filologo Cesare Segre, che non riuscì a trovare un effettivo riscontro di quanto sostenuto da Selmi nel testo da lui esaminato.
Un'altra avventata ipotesi avanzata dal Selmi è quella che Dante Alighieri avesse conosciuto e letto l'opera del volgarizzatore grossetano e che avesse da lui preso spunto per la stesura della propria opera in un volgare nazionale, comprensibile da tutti gli abitanti dell'intera penisola, portando a esempio il fatto che, in tutti i codici antichi della Commedia che ci sono pervenuti, si nota l'utilizzo di uno scambio delle lettere «n» e «r» all'interno dei verbi (per esempio «possoro» anziché «possono»), forma ortografica che ― secondo Selmi ― non sarebbe riscontrata in codici antecedenti al periodo di Dante, eccetto che nell'opera di Andrea da Grosseto: l'ipotesi da lui proposta è quindi che il grossetano, seguendo una desinenza del suo vernacolo, avesse introdotto tale forma ortografica nell'opera scritta, e che Dante avesse quindi ripreso questo uso.

## Opere

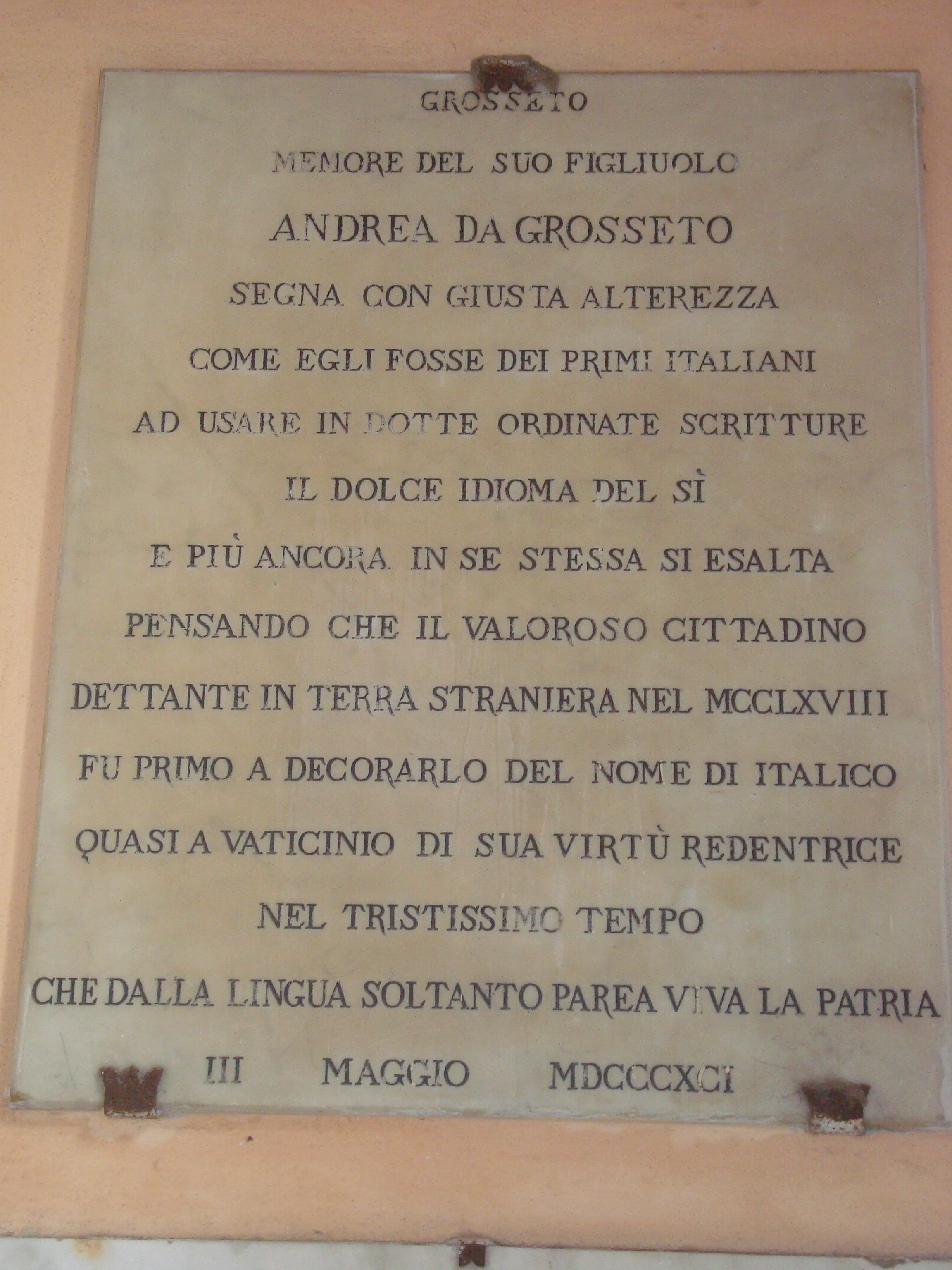
Lapide commemorativa nel loggiato del Palazzo Comunale

Andrea da Grosseto ha tradotto dal latino al volgare italiano i Trattati morali di Albertano da Brescia, firmandosi e scrivendo data (1268) e luogo di lavorazione (Parigi).
- Della consolazione e dei consigli, volgarizzamento del Liber consolationis et consilii
- Dottrina del tacere e del parlare, volgarizzamento del Liber doctrina dicendi et tacendi
- Dell'amore e della dilezione di Dio e del prossimo e delle altre cose (mutilo), volgarizzamento del Liber de amore et dilectione Dei et proximi et aliarum rerum et de forma vitae

## Commemorazioni
A Grosseto, in piazza Baccarini, di fronte al Museo archeologico e d'arte della Maremma, è stato posto un monumento ad Andrea da Grosseto, realizzato nel 1973-74 dallo scultore Arnaldo Mazzanti, sotto il quale sta scritto: «Andrea da Grosseto, primo scrittore in lingua italiana. Dottore a Parigi, 1268».
Sempre a Grosseto, gli è stata dedicata la via di fronte alla chiesa di San Francesco, mentre nel loggiato del palazzo comunale è ricordato con una lapide.